# Fritz Litter
Fritz Litter (* 13. November 1889; † nach 1944) war ein deutscher Jurist, Kolonial- und Ministerialbeamter.

## Leben
Fritz Litter studierte Rechtswissenschaften und promovierte 1911 an der Universität Leipzig mit dem Thema Die Pflichten des stillen Gesellschafters. Im gleichen Jahr wurde er sächsischer Gerichtsassessor.
Er war vorher schon in die Armee eingetreten und hier am 25. März 1907 Leutnant geworden. Ab 1912 diente er im Kolonialdienst in Kamerun, wofür er als Reserveoffizier des 4. Infanterie-Regiments Nr. 103 beurlaubt wurde. Ab 1913 war er in Kamerun Bezirksrichter. Von 1914 bis 1916 war er Kriegsteilnehmer in der Schutztruppe für Kamerun. Es folgte bis 1919 seine Internierung auf spanischen Gebiet in Rio Muni. Nach der Internierung war er 1919 kurz kommissarischer Bezirksamtsmann beim Gouvernement Kamerun. Als Oberleutnant d. R. hatte er Anfang Oktober 1916 das Ritterkreuz 2. Klasse des Albrechts-Ordens mit Schwertern erhalten. 1923 berichtete Georg Escherich in seinem Buch Quer durch den Urwald von Kamerun über sein, von ihm positiv bewertete, Aufeinandertreffen mit Litter. Ebenso wird Litter 1937 im Buch von Erich Student Kameruns Kampf 1914/16 mehrfach erwähnt. So berichtet er auch von den Kampfhandlungen, die Litter, er befehligte als Leutnant eine Kompanie, miterlebte.
Ende 1919 wechselte er in das neu eingerichtete Reichsministerium für Wiederaufbau. Ab 1923 war er Oberregierungsrat und Referent in der deutschen Kriegslastenkommission Berlin. Zeitgleich war er in der Aufbauvertretung des Reichskommissars für Reparationsleistungen in Paris, welche er ab 1924 als Referent angehörte. 1930/31 war er als Ministerialrat (Beförderung 1927) deutscher Kommissar für Sachleistungen in Paris. Später war er bis 1944 als Ministerialrat, ab 24. April 1941 Ministerialdirigent, in der Abteilung V (Allgemeine Finanzfragen) im Reichsfinanzministerium. Hier war er ab 1934 Leiter des Referats für finanzielle Beziehungen zum Ausland in der Unterabteilung I A, welches ab 1939 Referat V/1 wurde.
Litter gehörte Anfang 1939 als Vertreter des Reichsfinanzministeriums zur Kommission von Ernst Eisenlohr, welche die Fragen der Vermögensverteilung und Forderungen Deutschlands an die Tschechoslowakei klären sollte.
Im Sommer 1940 wurde dem Referat V/1 die federführende Zuständigkeit für das besetzte Frankreich zugesprochen, sodass er an der deutschen Waffenstillstandskommission teilnahm und die Modalitäten bzgl. Kosten und Zahlungsmodalitäten mitbestimmte. In dieser Funktion war er auch mit den deutschen Forderungen zur Herausgabe von polnischem Gold, welches vor Einmarsch der Deutschen in Polen aus Warschau schließlich nach Frankreich evakuiert worden war, beschäftigt. Er plädierte auch dafür die „Entfernung der Juden“ als Besatzungskosten dem Militärbefehlshaber zur Begleichung voll zuzuschlagen, konnte sich aber damit im Reichsfinanzministerium nicht durchsetzen, sodass nur die im Verwaltungsgebiet des Militärbefehlshabers zurückgelegte Strecke als Besatzungskosten abgerechnet wurden.
1930 veröffentlichte er unter dem Titel Die Verfahrensvorschrift für Sachleistungen nach dem Haager Abkommen vom 20. Januar 1930 einen juristischen Kommentar.